# Фрюкселль, Андерс
А́ндерс Фрюксе́лль (швед. Anders Fryxell; 7 (18) февраля 1795, Эдслескуг, провинция Дальсланд, Швеция — 21 марта (18) февраля 1881 Стокгольм, Швеция) — шведский историк, писатель и поэт.

## Биография
Андерс Фрюкселль родился в 1795 году в деревне Эдслескуг. Его род, многие представители которого имели сан священников, был известен с XVII века.
В 1813 году Фрюкселль поступил на учёбу в Упсальский университет. В студенческие годы был близок к неоромантизму, сотрудничал с «Поэтическим календарём».
С 1817 года он работал в Стокгольме учителем в школе А. Афселиуса. В 1820 году произошло его рукоположение в сан священника, а в 1833 году он стал пастором в Сунне. В 1840 году был избран членом Шведской академии.
В 1831 году Андерс Фрюкселль и Юхан Улоф Валлин основали Валлинскую школу для девочек.
Фрюкселль считается первым представителем, сформировавшейся к середине XIX века в шведской историографии, так называемой, ― «старой школы». Несмотря на то, что он не имел исторического образования, его «Очерки по шведской истории», опубликованные в 1823―1879 годах в 46-ти томах, были самыми читаемыми в то время историческими изданиями. В них он использовал большое количество новых для того времени источников, а также давал им свою критическую оценку.
В 1981—1984 годах правнучка Андерса Фрюкселля, Карин Фрюкселль, написала о нём трилогию «Boken om Anders: en Värmlandskrönika om Anders Fryxell».

## Основные труды
- Svensk språklära i skolornas tjänst (Шведское языкознание на службе школьного образования; 1824)
- Berättelser ur svenska historien[швед.] (Очерки по шведской истории, 1823—1879)
- Handlingar rörande Sverges historia (Документы по шведской истории, 1836—1843)
- Bidrag till Sverges litteratur-historia (Пособие по истории шведской литературы, 1860—1862)
- Några anteckningar om frihetstidens partier Mössor och Hattar (Заметки о партиях «колпаков» и «шляп», 1879)
- Bidrag till Sveriges historia efter 1772: uppsatser, berättelser och minnen (Пособие по истории Швеции после 1772 г.: очерки, рассказы и воспоминания, 1882)